# Sam Wanamaker
Pour les articles homonymes, voir Wanamaker.
Sam Wanamaker, né Samuel Wattenmacker le 14 juin 1919 à Chicago et mort le 18 décembre 1993 à Londres, est un acteur et réalisateur américain, et la personne qui a le plus grandement contribué à la recréation du Théâtre du Globe de William Shakespeare à Londres.

## Biographie

### Jeunesse
Samuel Wanamaker naquit à Chicago, Illinois, fils des immigrés juifs Molly Bobele et Morris Wanamaker. Il commença sa carrière d'acteur à l'âge de 17 ans. Après des cours au Goodman Theatre de Chicago, il commença à travailler dans une troupe de summer stock theatre à Chicago et au nord du Wisconsin (où il aida à construire la scène du Peninsula Players Theatre en 1937) et travailla à Broadway et dans des spectacles itinérants. En 1940 il se maria avec Charlotte Holland (1915-1997), une star de radio des années 1940 américaine qui devint plus tard une actrice. Il alla à la Drake University, Iowa avant de servir l'armée américaine entre 1943 et 1946 pendant la Seconde Guerre mondiale.

### Mis sur la liste noire par la House on Un-American Activities Committee
En 1952, à l'apogée de la période de la Terreur Rouge de Joseph McCarthy en Amérique, malgré le fait qu'il ait servi dans l'armée américaine pendant la Seconde Guerre Mondiale, Wanamaker apprit qu'il avait été mis sur la liste noire des personnalités de Hollywood par la House Un-American Activities Committee, ce qu'il découvrit pendant le tournage de Mr. Denning Drives North au Royaume-Uni. Wanamaker décida alors de ne pas retourner aux États-Unis ; il poursuivit sa carrière en Angleterre, comme acteur de théâtre et de films, réalisateur et producteur.

### Angleterre et Amérique
En 1957, il devint le directeur du New Shakespeare Theatre de Liverpool. En 1959, il entra dans la troupe du Shakespeare Memorial Theatre à Stratford-upon-Avon. Dans les années 1960 et 70 il produisit ou dirigea plusieurs pièces à Covent Garden et ailleurs, notamment la fête de l'anniversaire de Shakespeare en 1974. Dans les années 1970 Wanamaker commença une relation durable avec l'actrice américaine Jan Sterling, alors veuve.
Il travailla à la fois comme acteur et réalisateur dans des films et à la télévision, et il joua dans des films comme The Spiral Staircase (La Nuit de la peur, 1974), Private Benjamin (1980), Superman 4 (1987), et Baby Boom (1987). Il dirigea aussi des pièces. En 1980 il dirigea l'opéra de Giuseppe Verdi "Aida", avec Luciano Pavarotti au San Francisco Opera (une version existe en DVD).

### L'homme qui construisit le Globe

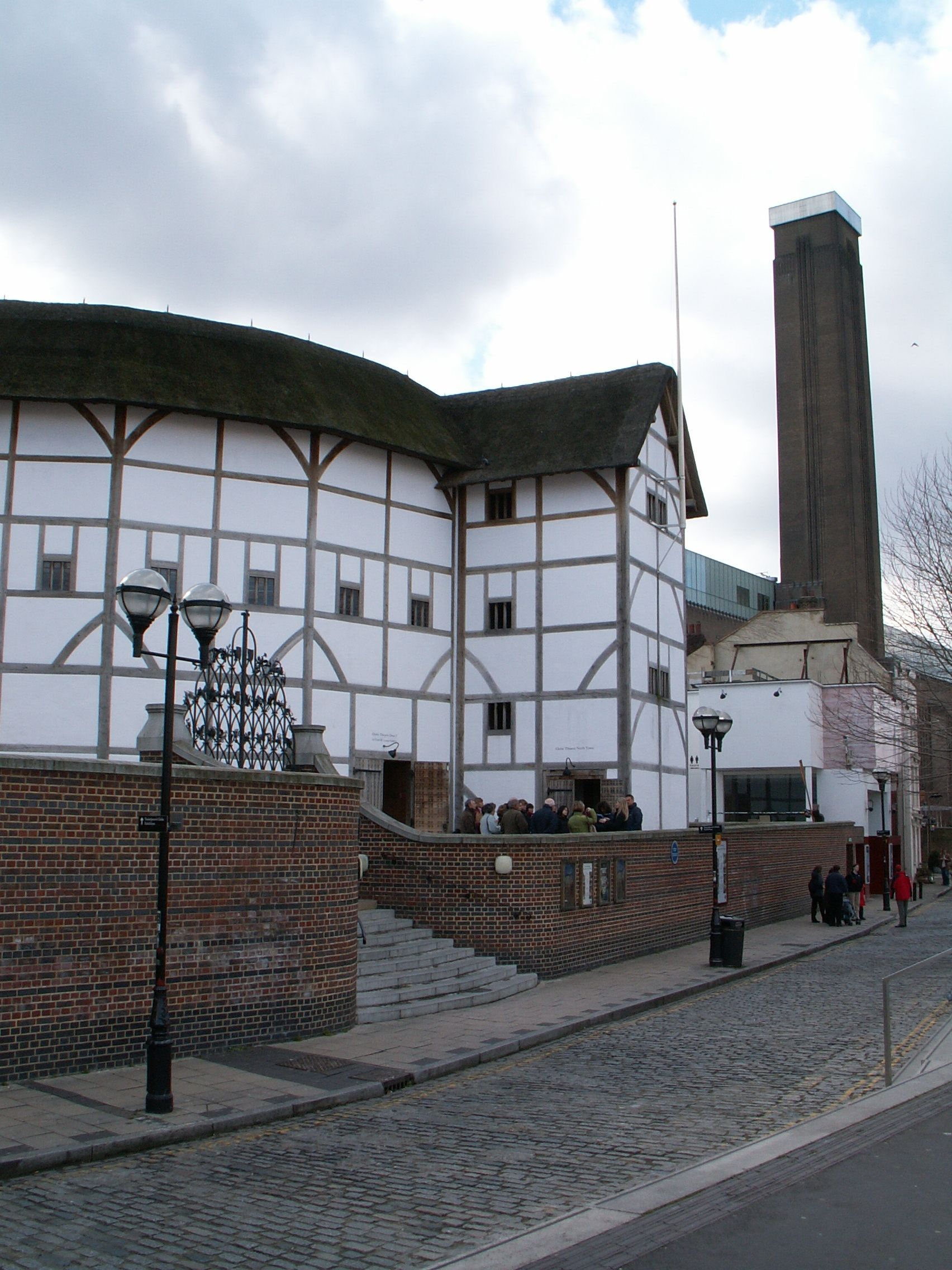
Le théâtre du Globe de Shakespeare, Southbank, Londres, 2004

Wanamaker fonda le Shakespeare Globe Trust afin de reconstruire le théâtre du Globe à Londres, et joua un rôle central dans la réalisation du projet, récoltant plus de dix millions de dollars. Selon le New York Times, cela devint la "Grande Obsession" de Wanamaker que de réaliser une réplique exacte du premier théâtre du Globe de Shakespeare, obtenant finalement le soutien financier du philanthrope et amoureux de Shakespeare Samuel H. Scripps.
Selon Karl Meyer du New York Times :
The Shakespeare project helped Mr. Wanamaker keep his sanity and dignity intact. On his first visit to London in 1949, he had sought traces of the original theater and was astonished to find only a blackened plaque on an unused brewery. He found this neglect inexplicable, and in 1970 launched the Shakespeare Globe Trust, later obtaining the building site and necessary permissions despite a hostile local council. He siphoned his earnings as actor and director into the project, undismayed by the skepticism of his British colleagues.
Sur la rive sud de la Tamise, près du lieu où se trouve la reconstruction du Théâtre du Globe de Shakespeare, se trouve une plaque qui dit :

« In Thanksgiving for Sam Wanamaker, Actor, Director, Producer, 1919-1993, whose vision rebuilt Shakespeare's Globe Theatre on Bankside in this parish. »

Wanamaker mourut d'un cancer de la prostate à Londres à l'âge de 74 ans, avant que son rêve ne soit achevé, et avant l'inauguration du théâtre par la reine Élisabeth II en juin 1997. Il laissa trois filles derrière lui, Abby, Jessica et l'actrice Zoë Wanamaker.

## Filmographie

### Acteur

#### Cinéma
- 1948 : My Girl Tisa (en) d'Elliott Nugent : Mark Denek
- 1949 : Give Us This Day d'Edward Dmytryk : Geremio
- 1952 : Mr. Denning Drives North d'Anthony Kimmins : Chick Eddowes
- 1954 : The Secret de Cy Endfield : Nick Delaney
- 1959 : The Battle of the Sexes de Charles Crichton : Le narrateur
- 1960 : Les Criminels (The Criminal) de  Joseph Losey : Mike Carter
- 1962 : Taras Bulba de J. Lee Thompson : Filipenko
- 1964 : L'Affaire Winston (Man in the Middle) de Guy Hamilton : Maj. Leon Kaufman, psychiatre
- 1965 : L'Espion qui venait du froid (The Spy who Came in from the Cold) de Martin Ritt : Peters
- 1965 : Ces merveilleux fous volants dans leurs drôles de machines (Those Magnificent Men in their Flying Machines, or How I Flew from London to Paris in 25 Hours and 11 Minutes) de Ken Annakin : George Gruber
- 1967 : The Day the Fish Came Out de Michael Cacoyannis : Elias
- 1967 : La Nuit des assassins (Warning Shot) de Buzz Kulik : Frank Sanderman
- 1967 : Le jour où les poissons sont sortis de l'eau
- 1968 : Danger Route de Seth Holt : Lucinda
- 1975 : La Nuit de la peur (The Spiral Staircase) de Peter Collinson : Lt. Fields
- 1976 : Le Voyage des damnés (Voyage of the Damned) de Stuart Rosenberg : Carl Rosen
- 1976 : The Sell-Out : Harry Sickles
- 1976 : The Billion Dollar Bubble de Brian Gibson : Stanley Goldblum
- 1977 : Billy Jack Goes to Washington de Tom Laughlin : Bailey
- 1978 : Mort sur le Nil (Death on the Nile) de John Guillermin : Sterndale Rockford
- 1979 : De l'enfer à la victoire (Contro 4 bandiere) de Umberto Lenzi : Ray MacDonald
- 1980 : The Competition de Joel Oliansky : Andrew Erskine
- 1980 : La Bidasse (Private Benjamin) de Howard Zieff : Teddy Benjamin
- 1984 : Divorce à Hollywood (Irreconcilable Differences) de Charles Shyer : David Kessler
- 1986 : Le Contrat (Raw Deal) de John Irvin : Luigi Patrovita
- 1987 : Baby Boom de Charles Shyer : Fritz Curtis
- 1987 : Superman 4 (Superman IV: The Quest For Peace) de Sidney J. Furie : David Warfield
- 1988 : Tajna manastirske rakije : Ambassadeur Morley
- 1988 : Judgment in Berlin de Leo Penn : Bernard Hellring
- 1991 : Danger public (Pure Luck) de Nadia Tass : Highsmith
- 1991 : La Liste noire (Guilty by Suspicion) d'Irwin Winkler : Felix Graff
- 1992 : La Cité de la Joie (City of Joy) de Roland Joffé : caméo

#### Télévision
- 1950 : Cameo Theatre dans Manhattan Footstep (épisode # 1.4) 7 juin 1950)
- 1961 : Les Accusés : (Dr. Ralph Ames dans "The Hundred Lives of Harry Simms" (épisode # 1.7) 28 octobre 1961)
- 1964 : Les Accusés : (avocat Brooker dans "A Taste of Ashes" (épisode # 4.8) 12 novembre 1964)
- 1964 : Les Accusés : (Edward Banter dans "Hollow Triumph" (épisode # 3.35) 20 juin 1964)
- 1965 : Les Mystères de l'Ouest (The Wild Wild West) : Saison 1 épisode 14, La Nuit du Phare hurlant (The Night of the Howling Light), de Paul Wendkos : Dr. Arcularis
- 1972 : Arturo UI
- 1974 : The Law : Jules Benson
- 1974 : Mousey : Inspecteur
- 1978 : Holocaust (mini-série) : Moses Weiss
- 1979 : Le Retour du Saint – (Domenico dans "Dragonseed" (épisode # 1.22) 25 février 1979)
- Rafferty – (Hollander dans "Rafferty" (Pilot) (épisode # 1.1) 5 septembre 1977)
- Thirty-Minute Theatre (en) (dans "A Wen" (épisode # 1.233) 27 décembre 1971)
- Judd for the Defense – (Shelly Gould dans "The Gates of Cerberus" (épisode # 2.8) 15 novembre 1968)
- The Baron – (Sefton Folkard dans "You Can't Win Them All" (épisode # 1.19) 1er février 1967)
- Match contre la vie – (Major Joe Rankin dans "A Rage for Justice: Part 2" (épisode # 2.17) 16 janvier 1967)
- Match contre la vie – (Major Joe Rankin dans "The Flight from Tirana: Part 1" (épisode # 2.16) 9 janvier 1967)
- Gunsmoke – (Asa Longworth dans "Parson Comes to Town" (épisode # 11.31) 30 avril 1966)
- Au-delà du réel – (Dr. Simon Holm dans "A Feasibility Study" (épisode # 1.29) 13 avril 1964)
- Espionage – (Sprague dans "Festival of Pawns" (épisode # 1.10) 11 décembre 1963)
- Man of the World – as Nicko in "The Bandit" (épisode # 2.1) 11 mai 1963
- Les Accusés – (James Henry David dans "A Book for Burning" (épisode # 2.27) 30 mars 1963)
- Danger Man – (Patrick Laurence dans "The Lonely Chair" (épisode # 1.8) 30 octobre 1960)
- Charlie Muffin (1979 TV) (Ruttgers)
- Our Family Business (1981 TV) (Ralph)
- Winston Churchill: The Wilderness Years (1981 TV mini-série) (Bernard Baruch)
- I Was a Mail Order Bride (1982 TV) (Frank Tosconi)
- Heartsounds (1984 TV) (Moe Silverman)
- The Ghost Writer (1984 TV) (E.I. Lonoff)
- Berrenger's (1985 série télévisée) (Simon Berrenger) (1985)
- Embassy (1985 TV) (Ambassadeur Arthur Ingram)
- Vol d'enfer (1985) (Bruno Hansen)
- Prête-moi ta vie (1985 TV) (Jim Nolan)
- Sadie and Son (1987 TV) (Marty Goldstein)
- The Two Mrs. Grenvilles (1987 TV) (Avocat de la défense)
- 1988 : Baby Boom (série télévisée d'après le film de 1987 Baby Boom) : Fritz Curtis
- The Shell Seekers (1989 TV) (Richard)
- Always Remember I Love You (1990 TV) (Grand-père Mendham)
- Running Against Time (1990 TV) (Docteur Koopman)
- Bloodlines: Murder in the Family (1993 TV) (Gerald Woodman)
- Killer Rules (1993 TV) (Gambon)
- Wild Justice (1993 TV mini-série) (Kingston Parker)

### Réalisateur
- 1961 : Les Accusés (série télévisée) - épisode?
- 1964 : Court Martial (série télévisée) - épisode?
- 1966 : Hawk (TV série) - épisodes "Do Not Mutilate or Spindle", "Game with a Dead End" et "How Close Can You Get?"
- 1967 : Coronet Blue (TV série) - épisodes "The Rebels", "Man Running", "Saturday" et "The Presence of Evil"
- 1967 : Dundee and the Culhane (TV série) - épisode "The Jubilee Raid Brief"
- 1967 : Custer (TV série) - épisode "Sabers in the Sun" (1967)
- 1967 : Cimarron Strip (TV série) - épisode "Broken Wing"
- 1968 : Le Dernier Bastion (The Legend of Custer) Co-réalisé avec Norman Foster.
- 1968 : The Champions (TV série) - épisode "To Trap A Rat
- 1968 : Premiere (TV série) - épisode "Lassiter"
- 1968 : Lancer (TV série)  - épisode "The High Riders"
- 1969 : Le Gang de l’Oiseau d’or (The File of the Golden Goose)
- 1970 : L'Exécuteur (The Executioner)
- 1971 : Catlow
- 1977 : Columbo : Les Surdoués (The Bye-Bye Sky High I.Q. Murder Case) (série télévisée)
- 1977 : Sinbad and the Eye of the Tiger
- 1978 : David Cassidy - Man Undercover (TV série)  - épisode "Cage of Steel"
- 1979 : Kate Love A Mystery (TV série)  - épisodes "A Puzzle for Prophets" et "Falling Star"
- 1979 : Return of the Saint (TV série) - épisode "Vicious Circle"
- 1979 : Pour l'amour du risque (Hart to Hart) (TV série)  - épisode "Death in the Slow Lane"
- 1981 : The Killing of Randy Webster (TV)
- 1989 : Columbo : Grandes manœuvres et petits soldats (Grand Deceptions) (série télévisée)